# Kvíhólafjöll
Kvíhólafjöll är ett berg i republiken Island. Det ligger i regionen Norðurland eystra, 290 km nordost om huvudstaden Reykjavík. Toppen på Kvíhólafjöll är 529 meter över havet.
Trakten runt Kvíhólafjöll är nära nog obefolkad, med mindre än två invånare per kvadratkilometer. Det finns inga samhällen i närheten. Trakten runt Kvíhólafjöll består i huvudsak av gräsmarker.